# Kachorwa
Kachorwa (en népalais : कचोर्वा) est un comité de développement villageois du Népal situé dans le district de Bara. Au recensement de 2011, il comptait 10 958 habitants.